# Medanella subterminalis
Medanella subterminalis är en fjärilsart som beskrevs av Sergius G. Kiriakoff 1974. Medanella subterminalis ingår i släktet Medanella och familjen tandspinnare. Inga underarter finns listade i Catalogue of Life.